# Lucio Lucceio Martino

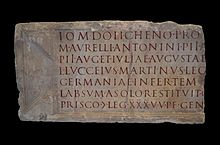
iscrizione del governatore provinciale Lucio Lucceio Martinus (legatus Augustorum pro praetore provinciae Germaniae inferioris) che ricorda il restauro di un tempio dedicato a Giove Dolicheno. La dedica è anche per il benessere della famiglia dell'imperatore M (arcus) Aurelio (Severo) Antonino, vale a dire Caracalla. Da Colonia Agrippina, datato a circa 211/212.

Lucio Lucceio Martino (latino: Lucius Lucceius Martinus; fl. III secolo) è stato un senatore romano e Governatore della Germania Inferiore nel 211-212 d.C.